# Индийска червена мангуста
Индийската червена мангуста (Herpestes smithii) е вид бозайник от семейство Мангустови (Herpestidae).
Те са незастрашен вид. Продължителността на живота им достига 17,8 години.
Таксонът е описан за пръв път от Джон Едуард Грей през 1837 година.

## Подвидове
- Herpestes smithii smithii
- Herpestes smithii thysanurus
- Herpestes smithii zeylanius